# ダニエル・マルディーニ
ダニエル・マルディーニ（Daniel Maldini, 2001年10月11日 - ）は、イタリア・ミラノ出身のサッカー選手。セリエA・アタランタBC所属。ポジションはFW、MF。イタリア代表。

## 経歴
2020年2月2日、エラス・ヴェローナFC戦にてトップチームデビューを果たした。
2021年9月25日、スペツィア・カルチョ戦でセリエA初先発を果たすと初得点を記録した。
2022年7月29日、スペツィア・カルチョへのローン移籍が発表された。第13節、サンシーロで開催されたレンタル元であるミランとの対戦でシーズン初得点を挙げた。
2023年7月10日、エンポリFCへの買取オプション付きで2024年6月30日までのローン移籍が発表された。ACミランには買戻し条項が付いている。
2024年1月10日、ローン期間からの早期復帰に関してエンポリFCと合意に達したこと、及びACモンツァへ2024年6月30日までのローン移籍したことを発表された。

### ACモンツァ
2024年7月31日、ACモンツァへ2026年6月30日までの契約で完全移籍したことを発表された。

### アタランタBC
2025年2月1日、アタランタBCはマルディーニをモンツァから完全移籍で獲得したことを発表した。移籍金は1400万ユーロ（約22億円）と伝えられており、そのうち半分にあたる700万ユーロ（約11億円）を、転売時ボーナスとして古巣ミランが受け取ることになるという。

## 代表経歴
2019年3月にユース世代のイタリア代表に選出され、同22日にU－18オランダ代表との国際親善試合にて途中出場を果たしデビューを飾った。
母親がベネズエラ出身であり、ベネズエラ国籍の取得も可能であったことから、ベネズエラ代表からの誘いもあったが、2024年10月、UEFAネーションズリーグのベルギー、イスラエル戦に向けたフル代表のメンバーに初選出された。

## 私生活
ダニエル・マルディーニは、パオロ・マルディーニとベネズエラの元モデル、アドリアーナ・フォッサの間にミラノで出生した。チェーザレ・マルディーニの孫である。
彼の父パオロと祖父のチェザーレもACミランでキャプテンを務めた他、イタリア代表チームのメンバーでもあった。父と祖父の両者がDFであったのに対し、ダニエルは攻撃的MFまたはFWとしてプレーする。
彼の兄クリスティアン・マルディーニもプロサッカー選手であったが、2023年9月12日付で引退している。

## エピソード
- スペツィアへローン移籍していたダニエルは、2022年11月5日に対ミラン戦でスタメン起用された。マルディーニ家の選手がサン・シーロでミランの対戦相手としてプレーしたのは、1967年1月8日のチェーザレ（当時トリノ）以来55年ぶりのことであり、サン・シーロでミランの対戦相手としてゴールを決めたのはマルディーニ家ではダニエルが初。なおサン・シーロでのゴールは、パオロが2008年3月30日にアタランタ戦で決めて以来、実に5333日ぶりだった[22]。
- 祖父のチェーザレ・マルディーニ、父のパオロ・マルディーニに続き三世代イタリア代表に選出されている。[23]